# روكسين
روكسين (بالإنجليزية: Roxen)‏ هي مغنية رومانية ولدت في 5 يناير 2000.

## وصلات خارجية
- روكسن على موقع IMDb (الإنجليزية)
- روكسن على موقع ميوزك برينز (الإنجليزية)
- روكسن على موقع أول ميوزيك (الإنجليزية)
- روكسن على موقع ديسكوغز (الإنجليزية)
- روكسن على موقع قاعدة بيانات الفيلم (الإنجليزية)